# Iglesia evangélica de confesión luterana en Brasil
La Iglesia Evangélica de Confesión Luterana en Brasil (IECLB) es una denominación protestante de base teológica luterana y hace parte de la Federación Mundial Luterana. Su Presidente es el Pastor (obispo) Néstor Paul Friedrich. la sede principal se encuentra en la ciudad de Porto Alegre. 

## Historia
La IECLB se origina principalmente de la inmigración luteranos alemanes y suizos estos últimos fundaron en 1819 la primera congregación en Nova Friburgo, y los alemanes en ese mismo año en São Leopoldo y en Blumenau en 1824, en la ciudad de Río de Janeiro en 1827, en 1846 en Domingos Martins, y en Ponta Grossa en 1877.
En 1886, estas comunidades organizaron formando el Sínodo Riograndense, fundando de esta manera la Iglesia Evangélica Alemana, bajo el liderazgo del Rev. Guillermo Rotermund. 
En 1968, el Sínodo Evangélico Luterano de Santa Catarina, Paraná y otros estados de América del Sur (1905), la Asociación de Comunidades Evangélicas de Santa Catarina y Paraná (1911) y el Sínodo Evangélico de Brasil Central, fundaron la Iglesia Confesión Evangélica Luterana en Brasil (IECLB). 
En 1970 Debido a la migración de luteranos del sur del país y de Capixabas para otras áreas de Brasil, sobre todo a Rondônia produjo el surgimiento de nuevas comunidades.
En el año 2004 la IECLB contaba con una membresía de 713.502 personas, más de 18 sínodos, 413  parroquias, 1770 comunidades, 1162 puntos de predicación, 46 escuelas, 13 hospitales, 20 ancianatos y 12 casas de retiro, 577 pastores, 34 diáconos, 98 obreros y obreras diaconal y 135 catequistas. Cuenta con organizaciones étnicas, como la Comunidad escandinava, Comunidad húngara, y una congregación y escuela teológica para inmigrantes japoneses. 
La IECLB se caracteriza por su activismo en las misiones evangelizadoras, diaconales y actividades ecuménicas.

## Organización

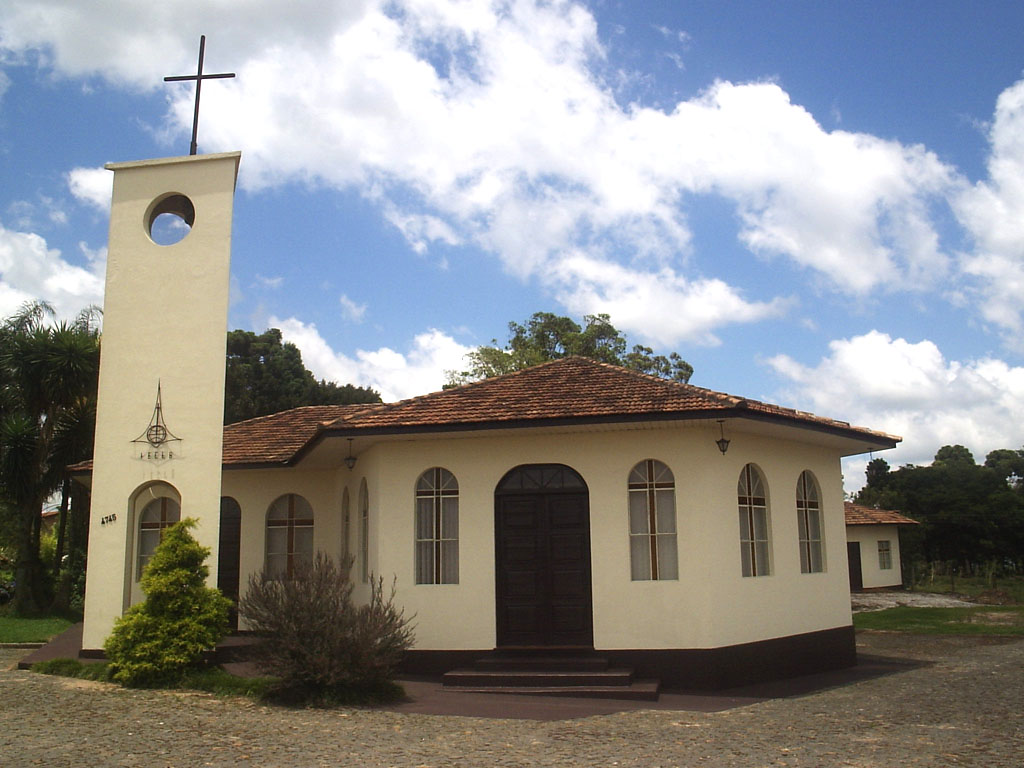
Iglesia de IECLB en Carambeí

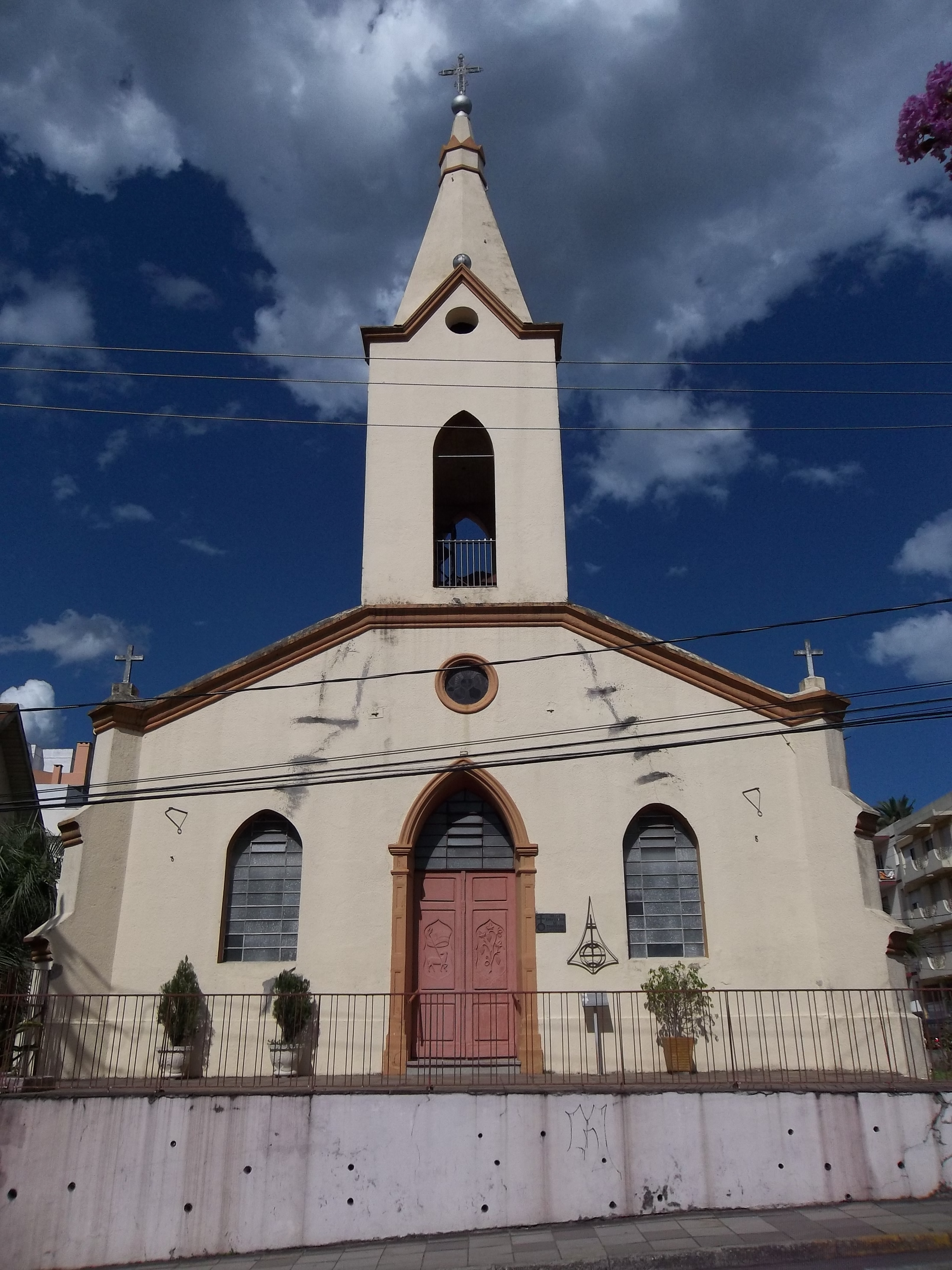
Iglesia de IECLB en Bonfim, Santa Maria / RS.

De acuerdo con la Constitución de la IECLB La Iglesia está organizada en comunidades, parroquias y sínodos; Las cuales son dirigidas por el Concilio de la Iglesia, el Consejo y la Presidencia de la Iglesia. En la actualidad, IECLB se encuentra dividido administrativamente en los siguientes sínodos:
- Sínodo de la Amazonia
- Sínodo Central de Brasil
- Sínodo Sur-central (Campaign)

Su sede se encuentra en Santa Cruz do Sul, El Pastor (Obispo) del Sínodo es el Reverendo Bruno Bublitz.
- Sínodo Sur- Central Catarinense

Su sede se encuentra en Florianópolis; cuenta con 34 parroquias. El Pastor (Obispo) del Sínodo es el Reverendo Sigolf Greuel.
- Sínodo Espíritu Santo y Belén
- Sínodo Mato Grosso
- Sínodo del Noreste Gaucho
- Sínodo Noroeste Riograndense
- Sínodo Catarinense del Norte
- Sínodo Paranapanema
- Sínodo Rio Grande meseta
- Sínodo Rio de las Campanas
- Sínodo del Río Paraná
- Sínodo del Sureste
- Sínodo del Sur Riograndense
- Sínodo Uruguay
- Sínodo Valle de Itajai
- Sínodo Valle de Taquari

## Doctrina
La doctrina de la IECLB se basa en lo sustentado por el reformador Martín Lutero. Lutero enseñó que la salvación viene por la gracia mediante la fe, en contra de la idea de la salvación por medio de las buenas obras. La iglesia también utiliza otros libros publicados por Lutero como base para la enseñanza de su doctrina. El Catecismo Menor se le enseña a la feligresía como fundamentos de las teologías más importantes de la Iglesia. Un libro similar, pero con una mayor profundidad y más detalle se conoce como el Catecismo Mayor, que se imparte a los adultos. Además de estos documentos, la IECLB también acepta como parte de su doctrina la Confesión de Augsburgo, los Artículos de Esmalcalda, y la Apología de la Concordia, los cuales desde 1580 conforman el Libro de la Concordia. La IECLB acepta y practica dos sacramentos, el Bautismo y la Santa Cena. y los tres credos ecuménicos presentes en la IECLB son: El Credo de los Apóstoles, el Credo Niceno y el Credo de Atanasio.